# Палагін Андрій Ігорович
Андрі́й І́горович Пала́гін — майор Збройних сил України, в мирний час частина базується у місті Миколаїв. Учасник російсько-української війни.

## Нагороди
23 квітня 2015 року за особисту мужність і високий професіоналізм, виявлені у захисті державного суверенітету та територіальної цілісності України, вірність військовій присязі нагороджений орденом Богдана Хмельницького ІІІ ступеня.